# Новая (Тихвинский район)
Новая — деревня в Цвылёвском сельском поселении Тихвинского района Ленинградской области.

## История
НОВАЯ — деревня Новодеревенского общества, Ильинско-Сяського прихода. Река Сясь.

Крестьянских дворов — 10. Строений — 29, в том числе жилых — 11.

Число жителей по семейным спискам 1879 г.: 38 м. п., 39 ж. п.; по приходским сведениям 1879 г.: 36 м. п., 37 ж. п.

В конце XIX — начале XX века деревня относилась к Сугоровской волости 1-го земского участка 1-го стана Тихвинского уезда Новгородской губернии.

НОВАЯ — деревня Новодеревенского общества, дворов — 13, жилых домов — 13, число жителей: 59 м. п., 68 ж. п.
 
Занятия жителей — земледелие, лесные заработки. Река Сясь. Мелочная лавка. Смежна с деревней Звягино. (1910 год)

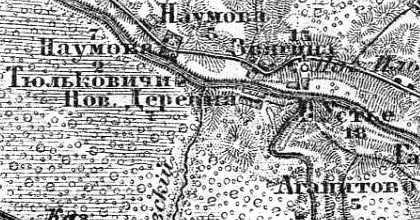
Деревня Новая на карте 1913 года

Согласно карте Петроградской и Новгородской губерний 1913 года деревня называлась Новая Деревня насчитывала 7 крестьянских дворов.
С 1917 по 1918 год деревня Новая входила в состав Сугоровской волости Тихвинского уезда Новгородской губернии. 
С 1918 года в составе Череповецкой губернии.
С 1927 года в составе Ильинского сельсовета Тихвинского района.
В 1928 году население деревни Новая составляло 121 человек.
Согласно карте Ленинградской области Северо-западного аэрогеодезического треста ГГУ издания 1932 года деревня насчитывала 13 крестьянских дворов.
По данным 1933 года деревня Новая входила Ильинского сельсовета.
В 1958 году население деревни Новая составляло 62 человека.
По данным 1966, 1973 и 1990 годов деревня Новая также входила в состав Ильинского сельсовета.
В 1997 году в деревне Новая Ильинской волости проживал 21 человек, в 2002 году — 16 человек (русские — 94 %).
В 2007 году в деревне Новая Цвылёвского СП проживали 15 человек, в 2010 году — 16.

## География
Деревня расположена в юго-западной части района к югу от автодороги А114 (Вологда — Новая Ладога).
Расстояние до административного центра поселения — 13 км.
Расстояние до ближайшей железнодорожной платформы Черенцово — 4 км.
Деревня находится на левом берегу реки Сясь в месте впадения в неё реки Луненка.

## Демография
| 1879 | 1910 | 1928 | 1958 | 1997 | 2002 | 2007 |
| ---- | ---- | ---- | ---- | ---- | ---- | ---- |
| 77   | ↗127 | ↘121 | ↘62  | ↘21  | ↘16  | ↘15  |
| 2010 | 2017 |      |      |      |      |      |
| ↗16  | ↗18  |      |      |      |      |      |

### Национальный состав
Согласно данным Всероссийской переписи населения 2021 года в деревне проживали 24 человека, из них:
 русские — 19, азербайджанцы — 2, украинцы — 2, молдаване — 1 человек.

## Улицы
Привольная.